# Ryan O’Connor
Ryan O’Connor (* 12. Januar 1992 in Hamilton, Ontario) ist ein kanadischer Eishockeyspieler, der seit Juli 2025 beim HC Slovan Bratislava aus der slowakischen Extraliga unter Vertrag steht und dort auf der Position des Verteidigers spielt. Zuvor war O’Connor unter anderem für die Iserlohn Roosters und Grizzlys Wolfsburg in der Deutschen Eishockey Liga (DEL) aktiv. Darüber hinaus absolvierte er über 300 Partien in der finnischen Liiga.

## Karriere

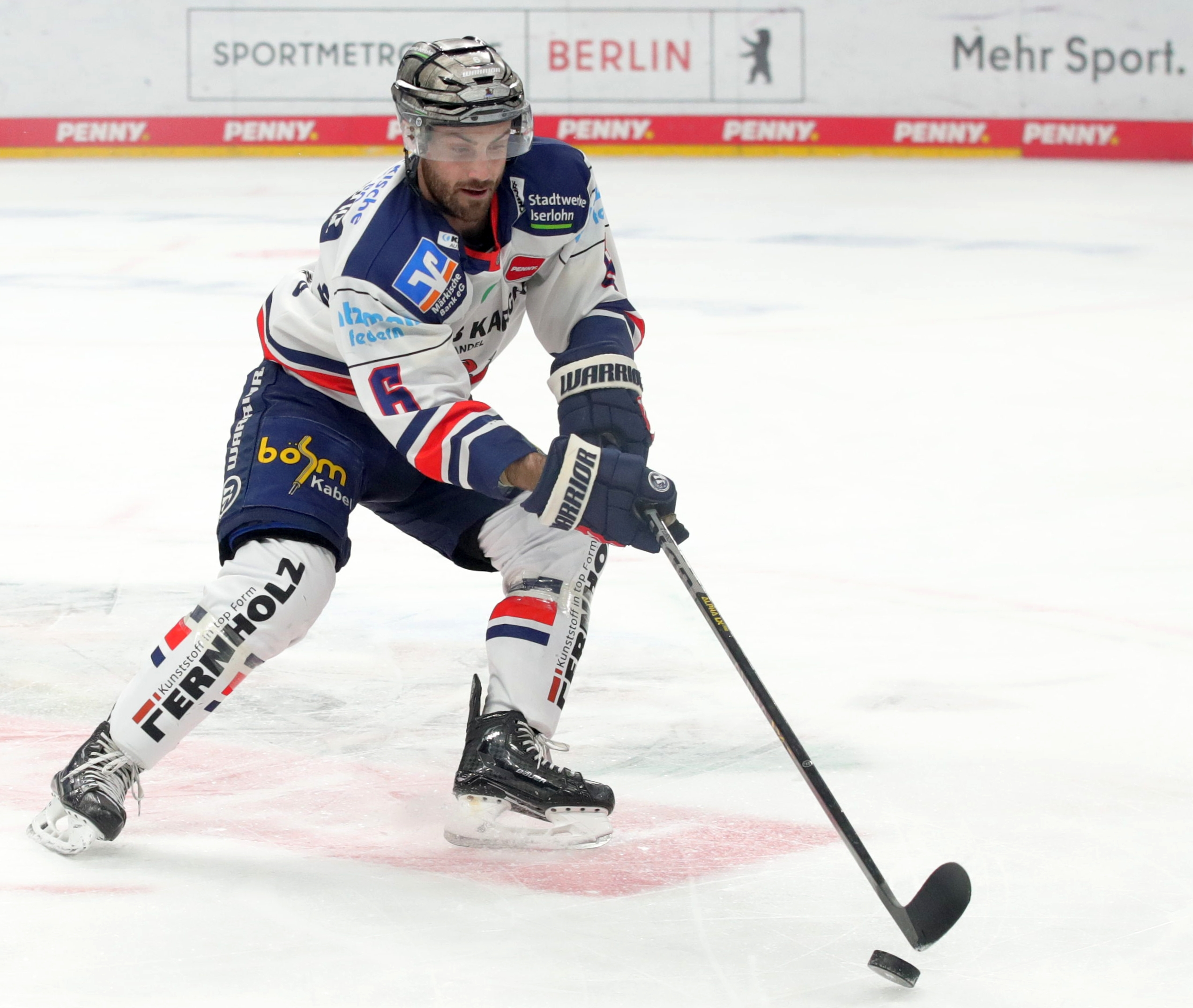
O’Connor im Trikot der Iserlohn Roosters (2022)

Ryan O’Connor machte schon in seiner Jugend als offensivstarker Verteidiger auf sich aufmerksam. So erzielte er etwa im OHL Cup, den er mit den Toronto Junior Canadiens im Jahr 2008 gewann, sieben Scorerpunkte in ebenso vielen Spielen. Kurz darauf sicherten sich die Barrie Colts aus der Ontario Hockey League (OHL) seine Transferrechte. Schon in der Saison 2008/09 erzielte er für sein neues Team zehn Treffer und bereitete weitere 25 Tore vor, sodass er in das Second All-Rookie Team gewählt wurde. Im November 2009 wurde er innerhalb der OHL an die Saginaw Spirit abgegeben. Kurz darauf wurde er als einziger Spieler seiner Mannschaft in den Kader für die Super Series berufen, bei der ein All-Star-Team aus der OHL auf eine russische Nachwuchsauswahl traf. Wegen eines Dopingvergehens wurde er im Januar 2011 für acht Spiele gesperrt. Kurz zuvor war er positiv auf Methylhexanamin getestet worden. Sein Klub erklärte, er habe unwissentlich ein Präparat mit diesem Wirkstoff eingenommen. Nachdem er Anfang 2012 zurück zu den Barrie Colts transferiert worden war, blieb er bis zum Sommer 2013 in der OHL aktiv – in der letzten Spielzeit als Mannschaftskapitän der Colts. 
Anschließend wechselte O’Connor, der nie im NHL Entry Draft ausgewählt worden war, schon im Alter von 21 Jahren nach Europa, wo er sich dem HC Davos aus der Schweizer National League A (NLA) anschloss. Nachdem der Klub mit Mika Noronen im Oktober 2013 einen finnischen Torhüter nachverpflichtet hatte, erhielt O’Connor als überzähliger Kontingentspieler kaum noch Einsatzzeiten. Anfang Januar 2014 wurde sein Vertrag in Davos daher aufgelöst und er wechselte zum KHL Medveščak Zagreb aus der Kontinentalen Hockey-Liga (KHL). Ab dem Sommer 2014 spielte er fünf Jahre lang in der finnischen Liiga. Nach einer Saison bei den Espoo Blues konnte er bei KooKoo seine Offensivstärke wieder unter Beweis stellen. In der Saison 2016/17 wechselte er ligaintern zu Helsingfors IFK, mit dem er dreimal in Folge das Halbfinale der Playoffs erreichte und auch in der Champions Hockey League antrat. 
Im Sommer 2019 unterschrieb O’Connor einen Vertrag bei den Iserlohn Roosters aus der Deutschen Eishockey Liga (DEL), wo er sich schnell zum Führungsspieler entwickelte. Er gehörte in seinem ersten Jahr in Iserlohn zu den Spielern mit der ligaweit meisten Eiszeit. Dies galt auch in der Folgesaison – seiner ersten als Assistenzkapitän der Roosters –, bis er erst im Januar und dann noch einmal Mitte März mit unterschiedlichen Verletzungen für mehrere Wochen ausfiel. In der Spielzeit 2021/22 war er mit 47 Assists der erfolgreichste Vorlagengeber der DEL und zugleich der Topscorer unter den Verteidigern. Ligaweit erzielten nur sieben Stürmer in dieser Saison mehr Scorerpunkte. Nach einer sportlich schwierigen Saison 2022/23 gaben die Roosters im Mai 2023 bekannt, den ursprünglich noch ein Jahr laufenden Vertrag mit O’Connor aufgelöst zu haben. Anschließend wurde er vom Ligakonkurrenten Grizzlys Wolfsburg verpflichtet und war dort zwei Spielzeiten lang aktiv.
Zur Saison 2025/26 wechselte O’Connor zum Hauptstadtklub HC Slovan Bratislava in die slowakischen Extraliga.

### International
Auf internationaler Ebene kam O’Connor im Juniorenbereich zu Einsätzen für sein Heimatland. Zunächst bestritt er mit der Regionalauswahl der Provinz Ontario die World U-17 Hockey Challenge 2009, die ebenso gewonnen wurde wie das Ivan Hlinka Memorial Tournament 2009 mit der U18-Nationalmannschaft. Bei beiden Wettbewerben sammelte der Verteidiger jeweils fünf Torvorlagen. In der Folge stand er schließlich im Kader bei der U18-Junioren-Weltmeisterschaft 2010. Zwar sammelte O’Connor in sechs Turnierspielen fünf Scorerpunkte, dennoch schloss er das Turnier mit dem Team lediglich auf dem siebten Rang ab.

## Erfolge und Auszeichnungen
- 2009 OHL Second All-Rookie Team
- 2014 Kroatischer Meister mit dem KHL Medveščak Zagreb
- 2022 Bester Vorlagengeber der DEL-Hauptrunde

### International
- 2009 Goldmedaille bei der World U-17 Hockey Challenge
- 2009 Goldmedaille beim Ivan Hlinka Memorial Tournament

## Karrierestatistik
Stand: Ende der Saison 2024/25

### International
Vertrat Kanada bei:
- World U-17 Hockey Challenge 2009
- Ivan Hlinka Memorial Tournament 2009
- U18-Junioren-Weltmeisterschaft 2010

(Legende zur Spielerstatistik: Sp oder GP = absolvierte Spiele; T oder G = erzielte Tore; V oder A = erzielte Assists; Pkt oder Pts = erzielte Scorerpunkte; SM oder PIM = erhaltene Strafminuten; +/− = Plus/Minus-Bilanz; PP = erzielte Überzahltore; SH = erzielte Unterzahltore; GW = erzielte Siegtore; 1 Play-downs/Relegation; Kursiv: Statistik nicht vollständig)